# یوانا کراچیون
ایوانا کراسیون (انگلیسی: Ioana Craciun؛ زادهٔ ۴ ژانویهٔ ۱۹۸۹) ورزشکار روئینگ اهل رومانی است.
وی در مسابقات کشوری و بین‌المللی در مجموع برندهٔ ۱ مدال طلا، ۲ مدال نقره، ۲ مدال برنز شده‌است.